# 65657 Hube
65657 Hube este un asteroid din centura principală de asteroizi.

## Descriere
65657 Hube este un asteroid din centura principală de asteroizi. A fost descoperit pe 16 august 1982 la Siding Spring de Andrew Lowe. Asteroidul prezintă o orbită caracterizată de o semiaxă mare de 2,64 ua, o excentricitate de 0,27 și o înclinație de 11,6° în raport cu ecliptica.